# Розмноження
Розмно́ження (відтворення, репродукція) — біологічний процес, за допомогою якого утворюються нові організми, відтворення собі подібних. Розмноження — фундаментальна особливість всіх відомих життєвих форм, кожен індивідуальний організм існує в результаті розмноження. Відомі способи розмноження поділяються на два головні типи: статеве і безстатеве (нестатеве).
При безстатевому розмноженні новий індивідуум утворюється за допомогою спор чи спеціальних клітин, без участі гамет. Поділ бактеріальних клітин на дві дочірні клітини — приклад нестатевого розмноження. Нестатеве копіювання не обмежується, проте, одноклітинними організмами. Більшість рослин, деякі тварини і деякі інші багатоклітинні організми також 

## Статеве та нестатеве розмноження

### Нестатеве розмноження

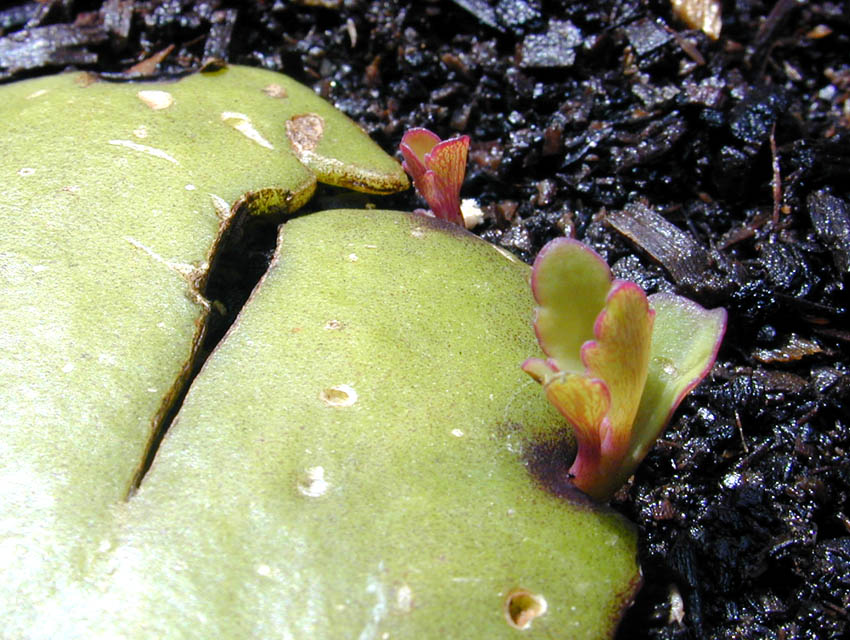
Утворення нових індивідуальних рослин уздовж краю листка повітряної рослини Kalanchoe pinnata. Маленькі рослини на передньому плані мають близько 1 см заввишки. Поняття «індивідуума» очевидно розширене при такому процесі розмноження.

Нестатеве розмноження — біологічний процес, у якому організм створює генетично подібну або ідентичну копію себе без вкладення генетичного матеріалу іншого індивідуума. Бактерії та археї діляться безстатево бінарним поділом (який, проте, може бути асиметричним), віруси використовують клітини інших організмів для отримання нових вірусів, проте зазвичай не вкладають у нові віруси генетичний матеріал клітин-хазяїв, багато безхребетних тварин (наприклад, гідри) та дріжджів зазвичай розмножуються брунькуванням, міцеліальні гриби розмножуються за допомогою росту міцелію.
Ці організми не мають різних статей і здібні до «розщеплення» себе на два або більше індивідууми. Деякі безстатеві види, подібно до гідри, можуть також розмножуватися статевим шляхом. Бактерії також інколи можуть обмінюватися генетичною інформацією за допомогою горизонтального переносу генів, а дріжджі — спаровуватися за допомогою примітивного статевого процесу.
Наявність статі не обов'язково заважає безстатевому розмноженню. Наприклад, більшість рослин здатні до вегетативного розмноження без насіння або спор, хоча також  можуть розмножуватись статево.
Інші шляхи безстатевого розмноження включають  фрагментацію і утворення спор, де залучається тільки мітоз. 

### Статеве розмноження

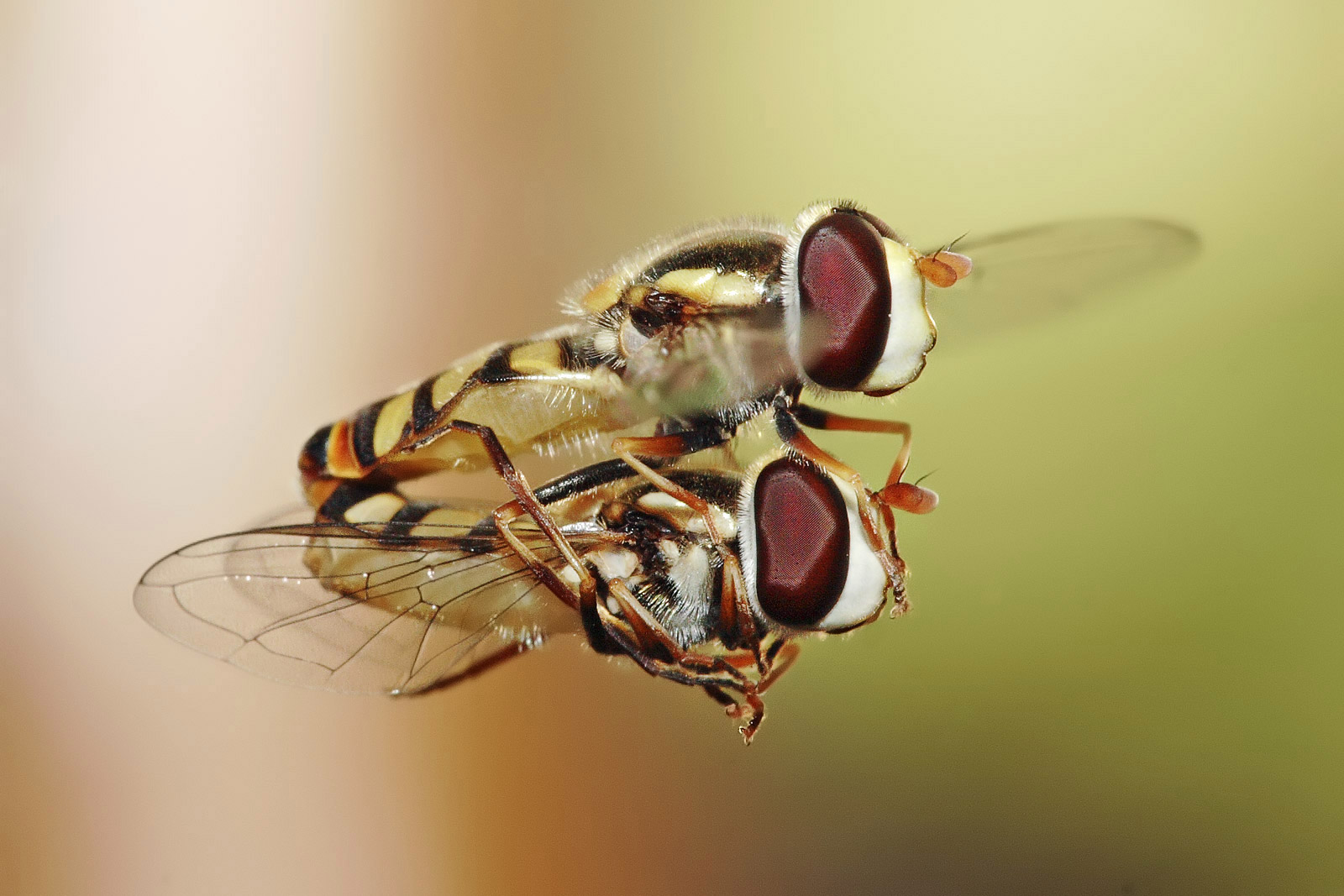
Дзюрчалки спаровуються в повітрі

Статеве розмноження є типом розмноження, при якому організми утворюють нащадків, що мають комбінацію генетичного матеріалу від більш ніж одного (зазвичай двох) різних представників виду. Кожен з двох організмів-батьків надає приблизно половину генетичної інформації нащадкові, продукуючи гаплоїдні гамети. Більшість організмів формують два різні типи гамет. У анізогамних видів гамети різні, у такому випадку розрізняють дві статі — самця (виробляє сперму або мікроспори) і самку (виробляє яйцеклітини або мегаспори). Крайній випадок анізогамії, коли гамети дуже різні, називається оогамією. У ізогамних видів гамети подібні або ідентичні за формою, хоча можуть мати різні окремі властивості і тому мати різні назви. Наприклад, в зеленої водорості Chlamydomonas reinhardtii є так звані «плюс» і «мінус» гамети. Кілька видів організмів, наприклад, війчасті, мають більш ніж два види гамет.
Більшість тварин  і рослин зазвичай розмножуються статевим шляхом. Статеві організми мають два набори генів для кожної ознаки (так звані алелі). Нащадки успадковують одну алель для кожної ознаки від кожного з батьків, таким чином, нащадки гарантовано мають комбінацію генів батьків. Наявність двох екземплярів кожного гена часто дозволяє організму гарантувати наявність життєздатного організму, навіть якщо один з генів пошкоджений.
Проте, спаровування не обов'язково залучає двох особин, для багатьох організмів можливе і самозапліднення. Для опису першого випадку використовується термін алогамія — запліднення яйця від одного індивідуума сперматозоїдом іншого. Протилежний випадок, автогамія або самозапліднення, зустрічається у гермафродитних організмах, де зливаються дві гамети одного й того ж організму. Хоча в аутогамії і залучається статевий апарат, нащадок отримує гени лише від однієї батьківської особини, тобто є прикладом безстатевого розмноження.
Особливим типом статевого розмноження є партеногенез (від грец. παρθένος — «діва», «незаймана» + γένεσις «походження», «утворення») — утворення і розвиток ембріону або насіння без запліднення самцем (іншим організмом). Партеногенез природно відбувається в деяких видів, зокрема в нижчих рослин, безхребетних (наприклад, у водних бліх, попелиць, деяких бджіл і їздців) і хребетних (наприклад, у деяких плазунів, риб, зокрема в акул, та, дуже рідко, у птахів) тваринах. Цей же термін іноді також використовується для опису розмноження в гермафродитних видах, здатних до самозапліднення.

### Порівняння двох типів розмноження
Організми, які розмножуються за допомогою безстатевого механізму, витрачають на розмноження значно менше ресурсів і мають можливість швидкого збільшення розміру популяції. Проте статеве розмноження також має кілька переваг, адже "статеві" організми мають більше можливостей для адаптації до умов навколишнього середовища. Для забезпечення достатнього рівня генетичних змін, пристосування до нових умов обидва типи організмів повинні забезпечити певний рівень мутацій у своїх геномах. Проте безстатеві організми при цьому втрачають початкові варіанти генів, що зберігаються в популяції. Крім того, організми із статевим розмноженням мають можливість змінюватися значно сильніше, прискорюючи процес еволюції. Про переваги статевого розмноження свідчить той факт, що генетичний алгоритм, математична модель, побудована на його основі, має значні переваги для пошуку мінімуму на складній багатовимірній поверхні, ніж еволюційні алгоритми, аналогічні безстатевому розмноженню.
Багато організмів можуть розмножуватися як статевим шляхом, так і безстатевим. Корали, слизисті гриби, актинії, деякі види морських зірок та більшість рослин мають можливість розмножуватися брунькуванням або фрагментацією.
Коли зовнішні фактори сприятливі, зазвичай використовується безстатеве розмноження, максимально експлуатуючи ресурси навколишнього середовища. Популяція у такому випадку експоненційно зростає, а безстатеве розмноження надає перевагу швидшого росту.
Коли джерела їжі виснажуються, клімат погіршується або виникає інша несприятлива зміна, ці організми перемикаються на статеву форму розмноження. Статеве розмноження гарантує змішування генофонду виду. Зміни, отримані нащадками в результаті статевого розмноження, дозволяють деяким індивідуумам краще пристосуватися до виживання у нових умовах і забезпечують механізм добірної адаптації. Крім того, статеве розмноження часто приводить до утворення стійкішої життєвої стадії, яка може витримати умови, що загрожують нащадкам, отриманим безстатевим шляхом. Тому насіння, спори, яйця, лялечки та інші «зимуючі» стадії гарантують виживання протягом несприятливого часу і дають можливість організму «чекати» покращення зовнішніх умов.
Безстатеве розмноження виникло набагато раніше за статеве у процесі еволюції. Вважається, що це був перший тип розмноження, що виник у момент отримання організмами індивідуальності. Хоча переваги статевого розмноження серед багатоклітинних організмів добре відомі, їх кількісний внесок та еволюція статевого розмноження все ще активно досліджуються.

## Стратегії розмноження

### K- та r-стратегії
Деякі організми, як, наприклад, людина, досягають статевої зрілості тільки через досить значний відрізок часу після народження, але і під час неї дають невелику кількість нащадків. Інші відтворюють швидко, але за звичайних обставин більшість нащадків не доживають до статевозрілого стану. Наприклад, кріль (досягає статевої зрілості через 8 місяців після народження) дає від 10 до 30 нащадків за рік, а плодова муха Drosophila melanogster (досягає статевої зрілості через 10 — 14 днів) дає до 900 нащадків за рік. Ці дві головні стратегії відомі як, відповідно, K-селекція (небагато нащадків) і r-селекція (багато нащадків). Вибрана еволюцією стратегія залежатиме від різноманітності обставин. Тварини з невеликим числом нащадків можуть присвятити більше ресурсів вихованню і захисту кожної індивідуальної дитини, скорочуючи потребу в багатьох нащадках. З іншого боку, тварини з багатьма нащадками можуть присвятити менше ресурсів кожній індивідуальній дитині. Багато цих дітей загинуть скоро після народження, але зазвичай залишається достатня кількість для підтримки сталості популяції.

### Багатоплідні та одноплідні організми
Іншим типом стратегій відтворення багатоклітинних організмів є одноплідні та багатоплідні стратегії. Одноплідні організми (однорічні та дворічні рослини, багато комах і кілька хребетних тварин, зокрема горбуша та вугор) розмножуються протягом єдиного акту за все життя організму. Багатоплідні організми (більшість тварин, грибів та багаторічних рослин), з іншого боку, розмножуються безперервно або періодично протягом діапазону статевої зрілості, який зазвичай складає значну частину життя.

## Дивись також
- Партеногенез
- Поліембріонія
- Онтогенез
- Масове розмноження комах
- Біологічний життєвий цикл
- Гермафродит